# Edificio Zacarías Guerra
El Edificio Zacarías Guerra es una edificación histórica ubicada en el centro antiguo de Managua, Nicaragua. Construido en la década de 1950, fue originalmente sede de oficinas públicas y actualmente es parte del patrimonio arquitectónico institucional de la ciudad.

## Historia
El edificio fue nombrado en honor al sacerdote y filántropo nicaragüense Zacarías Guerra, fundador de instituciones de asistencia social y educativa en Nicaragua. Fue concebido como parte del desarrollo de infraestructuras estatales en el periodo de modernización del gobierno en los años cincuenta. Su construcción representó un paso hacia la consolidación del centro cívico de Managua previo al terremoto de 1972.
Durante varios años albergó instituciones como el Ministerio del Trabajo (Nicaragua), así como oficinas de bienestar social. Sobrevivió al terremoto de Managua de 1972 con daños menores y ha sido restaurado en distintas ocasiones para conservar su integridad arquitectónica.

## Uso actual
El Edificio Zacarías Guerra continúa siendo utilizado por entidades gubernamentales, principalmente para funciones administrativas y técnicas. Su ubicación estratégica en el casco histórico lo convierte en un punto referencial del urbanismo institucional de mediados del siglo XX.

## Valor patrimonial
Su diseño sobrio y simétrico, junto con su longevidad funcional, le otorgan valor patrimonial y arquitectónico dentro del conjunto de edificios que conformaron el núcleo cívico de la antigua Managua